# 張育
张育（？—374年），東晉蜀人，因尊奉晉朝，自称蜀王，起事反抗前秦苻坚而陣亡。歿後被說是龍神化身，奉為「雷泽龙王」。四川人又傳說其為梓潼神之化身。科舉時代，因四川人信奉梓潼神能保佑科舉金榜題名，直到元仁宗延祐三年（1316年）朝廷封梓潼神为文昌帝君，司文事，管理士人的考試事項，保佑文運。

## 生平
373年前秦占领益州。
寧康二年（374年）五月，张育自称蜀王，與杨光起兵二万人，聯兵巴獠首領张重、尹万的一万多人，进围前秦擁有的成都。前秦天王苻坚派镇军将军邓羌率军五万讨伐，张育派使者向东晋请求援军。東晉的益州刺史竺瑶、威远将军桓石虔率军三万攻垫江，打败前秦將領姚苌。
六月，张育改元为黑龍。
七月，张育、张重等人争权，内讧。前秦杨安、邓羌打败张育、杨光，退守绵竹。
八月，邓羌在涪西打败晋军。
九月，杨安在成都以南打败了张重、尹万，斬殺士兵二万三千人，张重陣亡。另一方面，邓羌在攻擊绵竹，张育、杨光陣亡，益州又归前秦所有。

## 参看
- 文昌帝君